# Greatest Remix Hits 3
Greatest Remix Hits 3 es un álbum de remixes de la cantante australiana Kylie Minogue. Fue lanzado por Mushroom Records en 1998 sólo en Australia. El álbum contenía remixes raros y antes no estaban disponibles de las canciones de los álbumes de estudio de Minogue con PWL 1987-1992.

## Lista de canciones
Disco 1
| N.º | Título                                               | Duración |  |
| 1.  | «Better the Devil You Know» (Movers and Shakers Mix) | 7:45     |  |
| 2.  | «The Loco-Motion» (Chugga-Motion Mix)                | 7:41     |  |
| 3.  | «Glad to Be Alive» (7" Mix)                          | 3:41     |  |
| 4.  | «The Loco-Motion» (12" Master)                       | 9:13     |  |
| 5.  | «Hand on Your Heart» (The Heartache Mix)             | 5:22     |  |
| 6.  | «Step Back In Time» (Harding/Curnow Remix)           | 6:46     |  |
| 7.  | «What Do I Have to Do?» (Extended LP Mix)            | 8:08     |  |
| 8.  | «Word Is Out» (Dub 1)                                | 3:54     |  |
| 9.  | «No World Without You» (Original 7" Mix)             | 2:54     |  |
| 10. | «Do You Dare?» (Italia 12" Mix)                      | 5:21     |  |

Disco 2
| N.º | Título                                        | Duración |  |
| 1.  | «Especially For You» (Original 12" Mix)       | 4:59     |  |
| 2.  | «Wouldn't Change a Thing» (Yo Yo's 12" Mix)   | 6:38     |  |
| 3.  | «Never Too Late» (Oz Tour Mix)                | 5:05     |  |
| 4.  | «Better the Devil You Know» (Dave Ford Remix) | 5:49     |  |
| 5.  | «Step Back in Time» (Original 12" Mix)        | 8:08     |  |
| 6.  | «One Boy Girl» (12" Mix)                      | 4:56     |  |
| 7.  | «Word Is Out» (Summer Breeze 12" Mix)         | 7:43     |  |
| 8.  | «Live and Learn» (Original 12" Mix)           | 5:56     |  |
| 9.  | «Right Here, Right Now» (Tony King 12" Mix)   | 7:56     |  |
| 10. | «Finer Feelings» (Brothers in Rhythm Dub)     | 4:10     |  |
| 11. | «Celebration» (Original 7" Mix)               | 4:32     |  |